# برای زندگی (فیلم)
برای زندگی (به چینی: 活، 著) فیلمی در ژانر درام به کارگردانی جانگ ییمو است که در سال ۱۹۹۴ منتشر شد. از بازیگران آن می‌توان به گه یو و گونگ لی اشاره کرد. این فیلم در چهل و هفتمین جشنواره فیلم کن برنده جایزه بزرگ شده‌است.